# Osanna Andreasi
Osanna Andreasi, detta anche Osanna di Mantova (Carbonarola, 17 gennaio 1449 – Mantova, 18 giugno 1505), appartenente all'Ordine della Penitenza di San Domenico, dopo che già l’8 gennaio 1515 papa Leone X ne concesse il culto, è stata beatificata nel 1694 da papa Innocenzo XII.

## Biografia

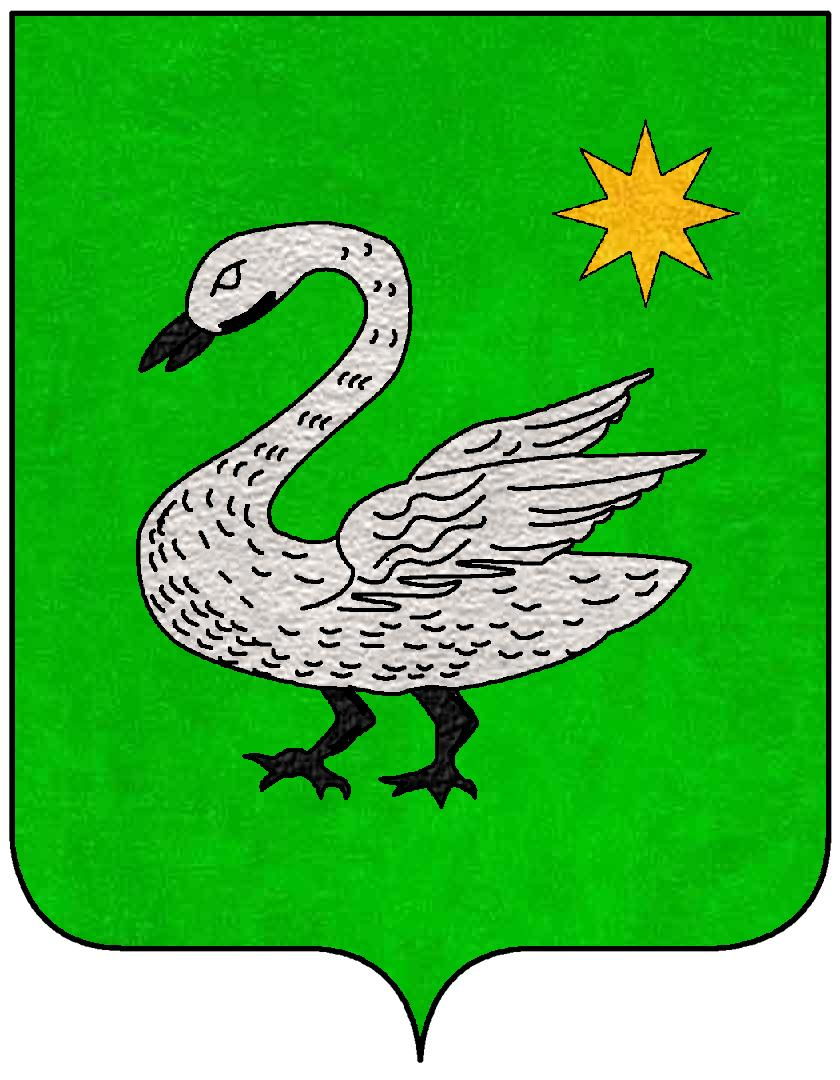
Stemma Andreasi

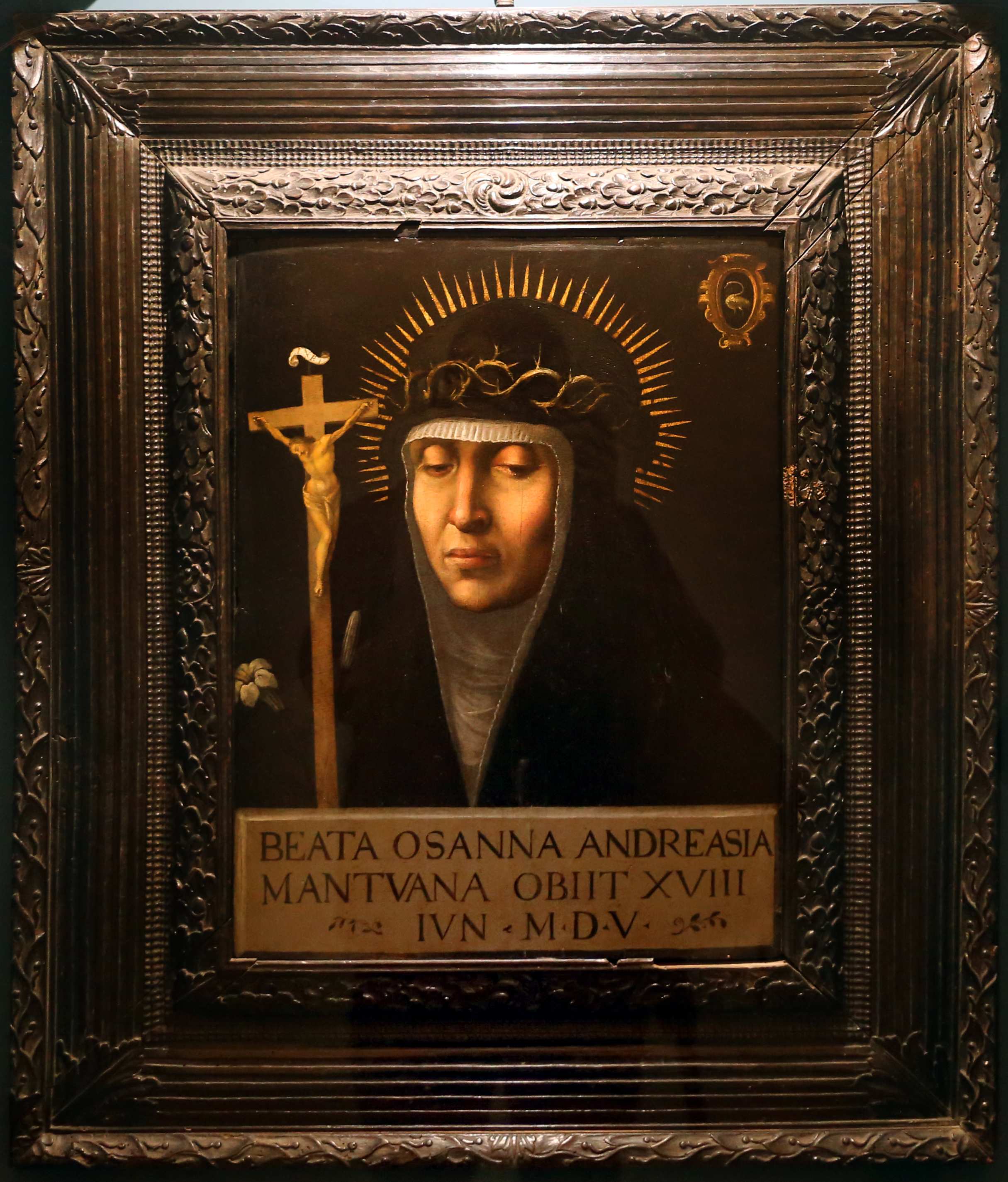
Osanna Andreasi

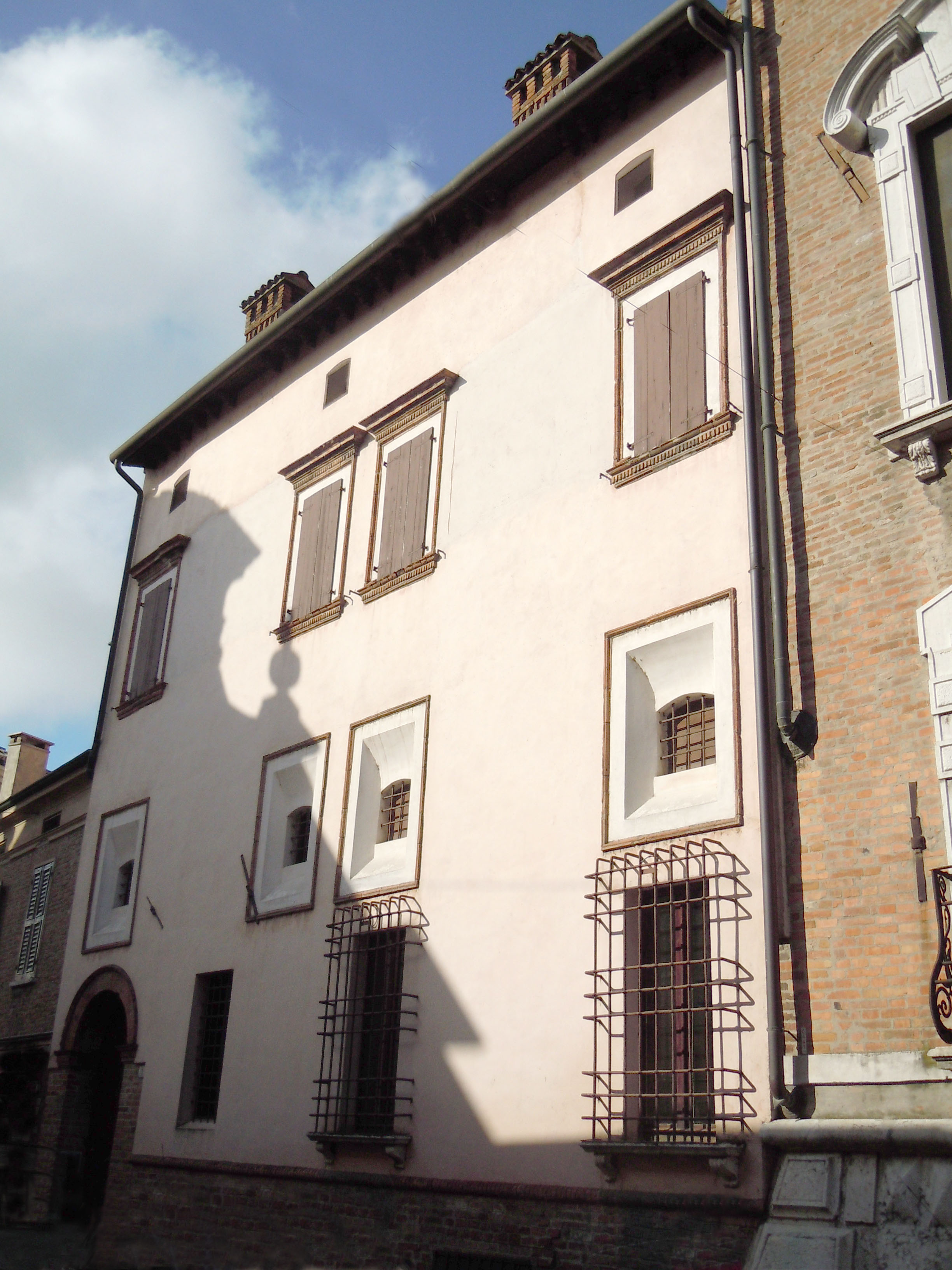
Mantova, casa Andreasi

Osanna nasce a Carbonarola, nella bassa mantovana, il 17 gennaio 1449, da Nicolò della nobile famiglia degli Andreasi e da Agnese Gonzaga.
La sua vita seguì il modello di quella di un’altra grande domenicana, santa Caterina da Siena.
Secondogenita di una famiglia numerosa, Osanna fin da piccola ebbe visioni mistiche. A soli quindici anni ottenne, dopo molte insistenze e vincendo l’opposizione del padre Nicolò che la voleva sposata, di vestire l’abito del terz’ordine domenicano. Nel 1477 le sue mani, il costato, i piedi e la fronte vennero segnati dalle stigmate. Nel 1480 si trasferì da Carbonara a Mantova, nella casa-palazzo di Contrada del Cervo di fronte alla chiesa di Sant'Egidio. 
Osanna Andreasi visse una vita esemplare di preghiera e di contemplazione secondo la tradizione della regola domenicana pur prendendo i voti soltanto nel 1500.
Nel rispetto delle sue abitudini riservate e di penitenza la futura beata partecipò alla vita della corte mantovana dei Gonzaga, diventando ascoltata consigliera di Federico e Margherita prima e di Francesco II e Isabella d'Este poi.
La tradizione vuole che proprio le preghiere di Osanna salvassero la vita al marchese Francesco II Gonzaga durante la battaglia vittoriosa di Fornovo.
Osanna morì a Mantova, nella sua casa, il 18 giugno 1505, alla presenza di Francesco Gonzaga e di Isabella d’Este. Dopo i solenni funerali fu sepolta in San Domenico (chiesa e convento abbattuti per la realizzazione di un più moderno quartiere nel 1935). La marchesa di Mantova ordinò la costruzione di un monumento funebre al grande scultore milanese Giancristoforo Romano.
Anche dopo la sua morte si contarono numerosi miracoli di guarigioni. 
Ebbe come padre spirituale e biografo il frate olivetano, ora beato, Girolamo Scolari.
Anche grazie alle pressioni di Isabella d’Este, il papa Leone X Medici ne concesse il culto l’8 gennaio 1515.
Attualmente il corpo incorrotto della beata Osanna Andreasi riposa nel transetto sinistro del Duomo di Mantova, nel secondo altare a sinistra.